# Збірна Габону з футболу
Збірна Габону з футболу — представляє Габон в міжнародних матчах і турнірах з футболу. Керується Габонською федерацією футболу.
Станом на 21 вересня 2023 року посідає 88 місце в рейтингу ФІФА.

## Чемпіонат світу
- 1930–1962 — не брав участі
- 1966 — відмовився від участі
- 1970 — не брав участі
- 1974 — відмовився від участі
- 1978–1986 — не брав участі
- 1990–2022 — не пройшов кваліфікацію

## Кубок Африки
- 1957–1970 — не брав участі
- 1972 — не пройшов кваліфікацію
- 1974 — відмовився від участі
- 1976 — не брав участі
- 1978 — не пройшов кваліфікацію
- 1980 — не брав участі
- 1982 — відмовився від участі
- 1984–1992 — не пройшов кваліфікацію
- 1994 — груповий турнір
- 1996 — чвертьфінал
- 1998 — не пройшов кваліфікацію
- 2000 — груповий турнір
- 2002–2008 — не пройшов кваліфікацію
- 2010 — груповий турнір
- 2012 — чвертьфінал
- 2013 — не пройшов кваліфікацію
- 2015 — груповий турнір
- 2017 — груповий турнір
- 2019 — не пройшов кваліфікацію
- 2021 — 1/8 фіналу
- 2023 — не пройшов кваліфікацію